# Jassik Lajos
Jassik Lajos (?, 1830 körül – Reformátuskovácsháza, 1911. május 6.) az 1848–49-es forradalom és szabadságharc honvéd őrmestere.

## Élete
Szülei Jassik József és Papp Zsófia. Az 1848-as forradalom kitörésekor tizenkilenc éves volt, Magyarország oldalán harcolt és őrmesterré nevezték ki. Nem tudni, hogyan került Reformátuskovácsházára, élő rokonát sem találták sem a településen, sem a környéken. Annyi biztos, hogy egy leánygyermeke született, Terézia, aki idős napjaiban támasza volt. Utalások vannak arra vonatkozóan, hogy a falu közéleti tevékenységében aktívan vett részt. Jassik Lajos jó ideig a Reformátuskovácsházi Népművelődési Kör vezetője volt. Harcos emlékeire nagyon büszke volt. Március 15-én díszmagyar ruhába öltözött, s jelenlétében tartották az ünnepséget Reformátuskovácsházán. 
Halála után a negyvenes évek közepéig szokás volt, hogy a megemlékezéseket a sírjánál tartották meg. Az elkövetkezendő időszakban személye feledésbe merült, a síremlék állaga erősen megromlott. Az 1990-es években az emlékművet a városi önkormányzat rendbe tetette. A hagyomány napjainkban felelevenedett, a síremlék méltó helye lett a március 15-i események emlékezetének.
Az épületben, amelyben egykor élt, a mai Tájház található, amelyet 2014-ben felújítottak.

## Magánélete
Felesége Dobner Julianna volt. Egy lánya született, Terézia, aki 1867-ben született és 1938-ban hunyt el. Jassik Terézia férje Seres Lajos kisbirtokos volt, akivel öt közös gyermeke született, közülük négyen Magyarország különböző részeire kerültek. Jassik Lajosnak egy dédunokája maradt Reformátuskovácsházán, aki már nem érhette meg Reformátuskovácsháza Mezőkovácsházába egyesítését, mert 1965-ben elhunyt.